# 告白 (azusaの曲)
「告白」（こくはく）は、azusaの6作目のシングル。2012年2月8日にポニーキャニオンから発売された。

## 概要
前作「Check my soul」に続く2012年の2作目、自身初となる2週連続リリースの第2弾。
表題曲は、テレビアニメ『アマガミSS+ plus』のエンディングテーマ。前作と合わせて、両主題歌を担当することになり、制作は「Check my soul」と同時進行となった。同じ作品に沿いながらも、主題歌となる2曲については「オープニングテーマとエンディングテーマで世界観は違うものにしたい」という想いで書き下ろされ、本作では「せつな系ラブソング」が中心となっている。azusa曰く、「今回の2作は、ミニアルバムを聴くつもりで楽しんでもらいたい」とのこと。

## 収録曲
- 全楽曲 - 作詞・作曲：azusa 編曲：azusa、t.sato & r.wat

1. 告白 [4:33]
テレビアニメ『アマガミSS+ plus』側から「エンディングテーマはバラードにしてほしい」という要望を受けて書き下ろした、切なさあふれるピアノ主体バラード[1][7][8]。曲作りが難航した「Check my soul」に対して本作は歌詞に苦戦し、当初書いた歌詞に納得できず、アニメの制作締め切り間際にふっと思いついた「告白」をテーマに書き直された[4][8][7]。
歌詞は自身をモデルとしており、納得できる歌詞が出来ないまま夜明けを迎えたとき、「好きな人を思って眠れず朝を迎える人ってこういう気持ちなのかな」と思ったところから着想を得て、そのまま一気に書きあげ[4][8]、告白前のあふれだしそうな想いや情景を描いたという[4][6]。レコーディングでは告白するつもりで何度も歌い直し、コーラスをほとんど入れない形となったという[7]。歌詞の視点は当初こだわってなかったものの、音に乗せたときのイメージから自然と男子目線となり、結果的に女子目線の「Check my soul」と好対照な曲になったと語っている[4][6]。
ミュージック・ビデオは、ロケ地の湘南海岸で午前5時から日の出を迎えるまで撮影され、画像処理なしで制作された[9][10][11]。
2. あなたのために [4:30]
表題曲「告白」にテイストを寄せ[6]、遠距離恋愛をテーマに書き下ろされた[7]。
恋人に会いに行くイメージにちなんで、曲中には電車の通過音のSEやサンプリングした山手線のとある駅の発車ベルが挿入されている[7]。
3. レインコーレインボー [3:01]
「Check my soul」収録の「All For you」と同時期に書き下ろされた[7]、6曲の中で唯一、バッドエンドという結末が描かれた楽曲[4]。
タイトルは、歌詞に登場する「レインコート」と「レインボー」に由来[7]。ちなみに「Rain call」というフレーズも登場する。
4. 告白（Instrumental）

## 発売日一覧
| 地域 | 情報          | 規格                                          | 作品                 | 発信元                                    |
| ---- | ------------- | --------------------------------------------- | -------------------- | ----------------------------------------- |
| 日本 | 2012年1月25日 | 携帯端末向け着うた配信 携帯端末向け着メロ配信 | 告白                 | - レコチョク - アニメロ☆うた              |
| 日本 | 2012年1月25日 | 携帯端末向け着うた配信 携帯端末向け着メロ配信 | あなたのために       | - レコチョク - アニメロ☆うた              |
| 日本 | 2012年1月25日 | 携帯端末向け着うた配信 携帯端末向け着メロ配信 | レインコーレインボー | - レコチョク - アニメロ☆うた              |
| 日本 | 2012年2月8日  | CD                                            | 告白                 | ポニーキャニオン                          |
| 日本 | 2012年2月8日  | 携帯端末向けフル配信                          | 告白                 | - ポニーキャニオン - オリコン - Froute.jp |

## 演奏参加ミュージシャン
| アーティスト | アーティスト                 |
| ------------ | ---------------------------- |
| azusa        | ヴォーカル、コーラス、ピアノ |